# Bruine kattenstaartsnuitkever
De bruine kattenstaartsnuitkever (Hylobius transversovittatus) is een kever behorend tot de snuitkevers. Hij is gespecialiseerd in het leven in en rond kattenstaart uit het geslacht Lythrum. De soort is wijdverbreid in Europa en wordt ook aangetroffen op locaties waar voedselplanten weinig voorkomen.

## Kenmerken
Hylobius transversovittatus is een tien tot veertien millimeter lange, roodbruine snuitkever. De kever kan een leeftijd bereiken van twee of drie jaar.

## Levenswijze
De kevers verschijnen rond half april, kort nadat de kattenstaart is ontkiemd. Ze zijn voornamelijk 's nachts actief, maar worden soms 's morgens vroeg en 's avonds op planten aangetroffen en zijn actief tot ongeveer half september. Ze eten de bladeren en jonge scheuten van kattenstaart. De paring vindt ongeveer twee weken na hun verschijning plaats, de ovipositie begint vroeg in mei. De vrouwtjes zetten de eieren individueel af ei in de grond bij de wortels of direct in de stam van de kattenstaart. Het vrouwtje kan vanaf het begin van de eileg tot ongeveer september 100 tot 200 eieren leggen.
De larven komen na ongeveer elf dagen uit en vreten zich een weg in de worteluitlopers of door de stam van de plant. Later eten ze van de centrale wortel, waar ze zich gedurende een tot twee jaar voeden en ontwikkelen. In het derde larvale stadium verpoppen ze zich in het bovenste deel van de wortel en van juni tot oktober komen nieuwe generaties kevers uit.

## Verspreiding
De snuitkever, die schade aan kattenstaart veroorzaakt door eieren te leggen en larven te ontwikkelen, werd in 1992 geïntroduceerd samen met twee bladetende kevers (Galerucella calmariensis Linnaeus 1767 en Galerucella pusilla Duftschmid 1825) in zeven staten van de Verenigde Staten, de goedkeuring van de Amerikaanse autoriteiten (USDA-APHIS) vonden plaats in juni 1992. De soort werd ook in Canada geïntroduceerd.